# ایزابل دینگیزیان
ایزابل دینگیزیان (ارمنی: Իզապէլ Տինկիզեան؛ زادهٔ ۱۶ سپتامبر ۱۹۶۲) یک سیاست‌مدار ارمنی‌تبار اهل سوئد است. وی عضو حزب سبز (سوئد) می‌باشد؛ و از سال ۲۰۰۶ در ریکسداگ عضویت دارد.

## زندگی‌نامه
دینگیزیان در یک خانواده ارمنی در شهر بغداد پایتخت عراق به دنیا آمد. مادربزرگ وی از بازماندگان نسل‌کشی ارمنی‌ها بود. به واسطه شغل پدرش در سال ۱۹۶۵ به همراه خانواده اش به سوئد نقل مکان نمود. وی در شهر مالمو بزرگ شده‌است. در اواخر دهه ۱۹۹۰ به عرصه سیاست روی آورد. در سال ۱۹۹۸ به عضویت شورای بخش بوتچیرکا برگزیده شد. وی به زبان‌های ارمنی و عربی نیز صحبت می‌کند.